# یاکوب فن لو
یاکوب فن لو (هلندی: Jacob van Loo; ۱ ژانویهٔ ۱۶۱۴ – ۲۶ نوامبر ۱۶۷۰) نقاش اهل هلند بود.
وی که از نقاشان دوران طلایی هلند محسوب می‌شود آثار زیادی با موضوعات صحنه‌های اساطیری و تاریخی خلق کرده‌است، فن لو به دلیل کشیدن نقاشی‌های باکیفیت با موضوع برهنگی تحسین می‌شود و در دوران زندگیش با رامبرانت مقایسه می‌شده‌است. وی در سال ۱۶۶۳، سه سال پس از فرار به پاریس، در آکادمی سلطنتی نقاشی و مجسمه‌سازی پذیرفته شد.

## نگارخانه

آثار یاکوب ون لو
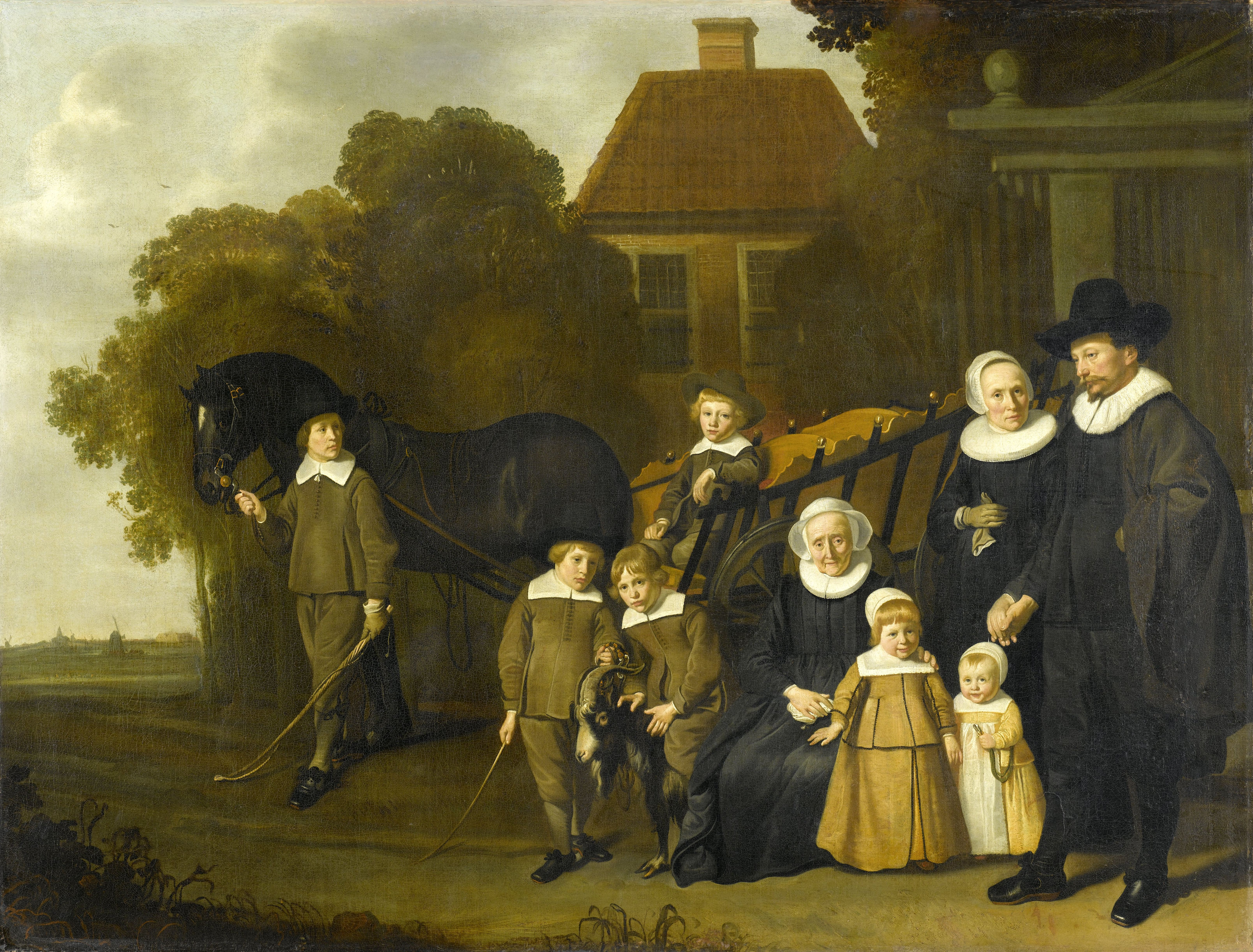
Meebeeck Cruywagen Family, c. 1640-45.
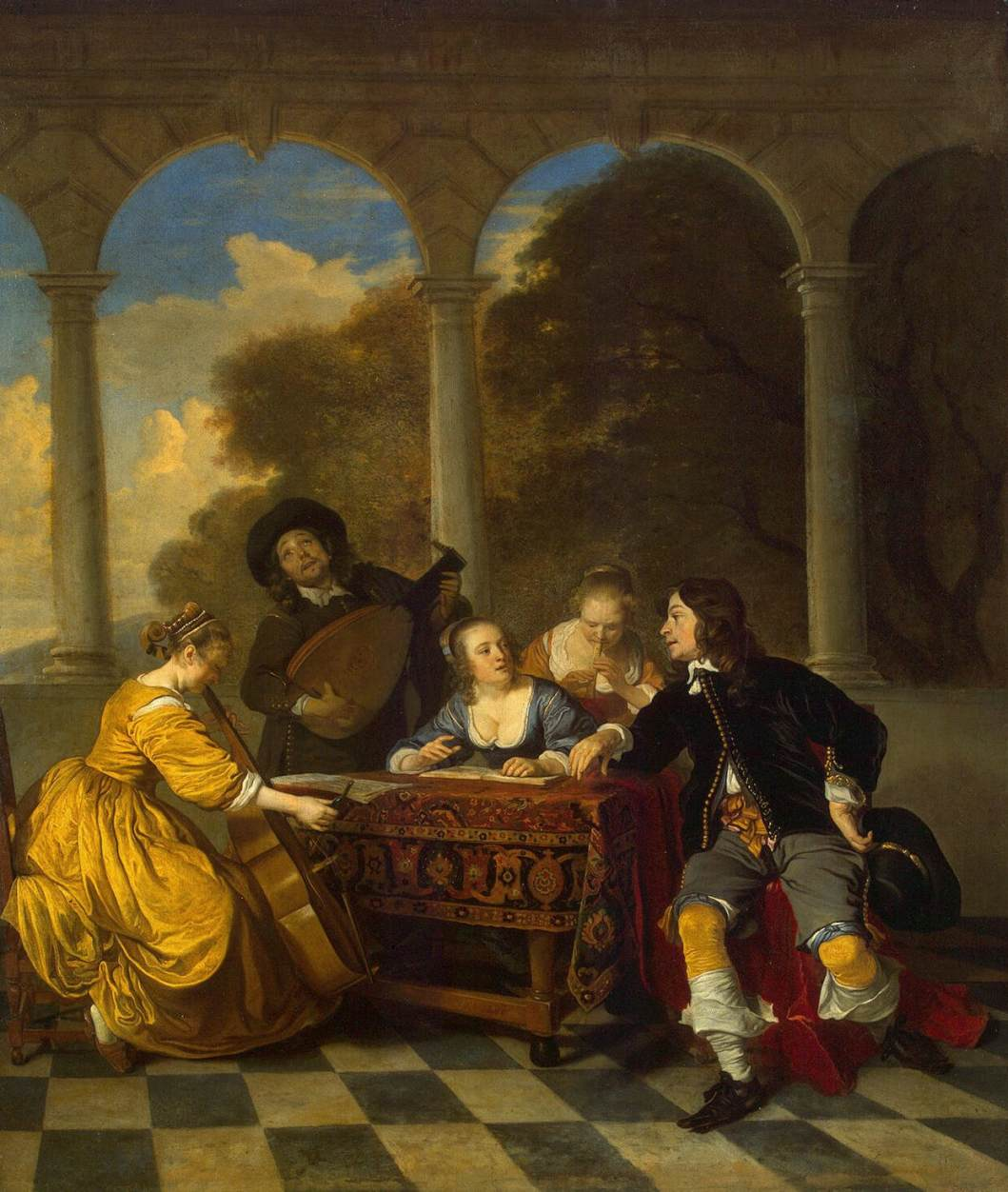
A concert, 1652.
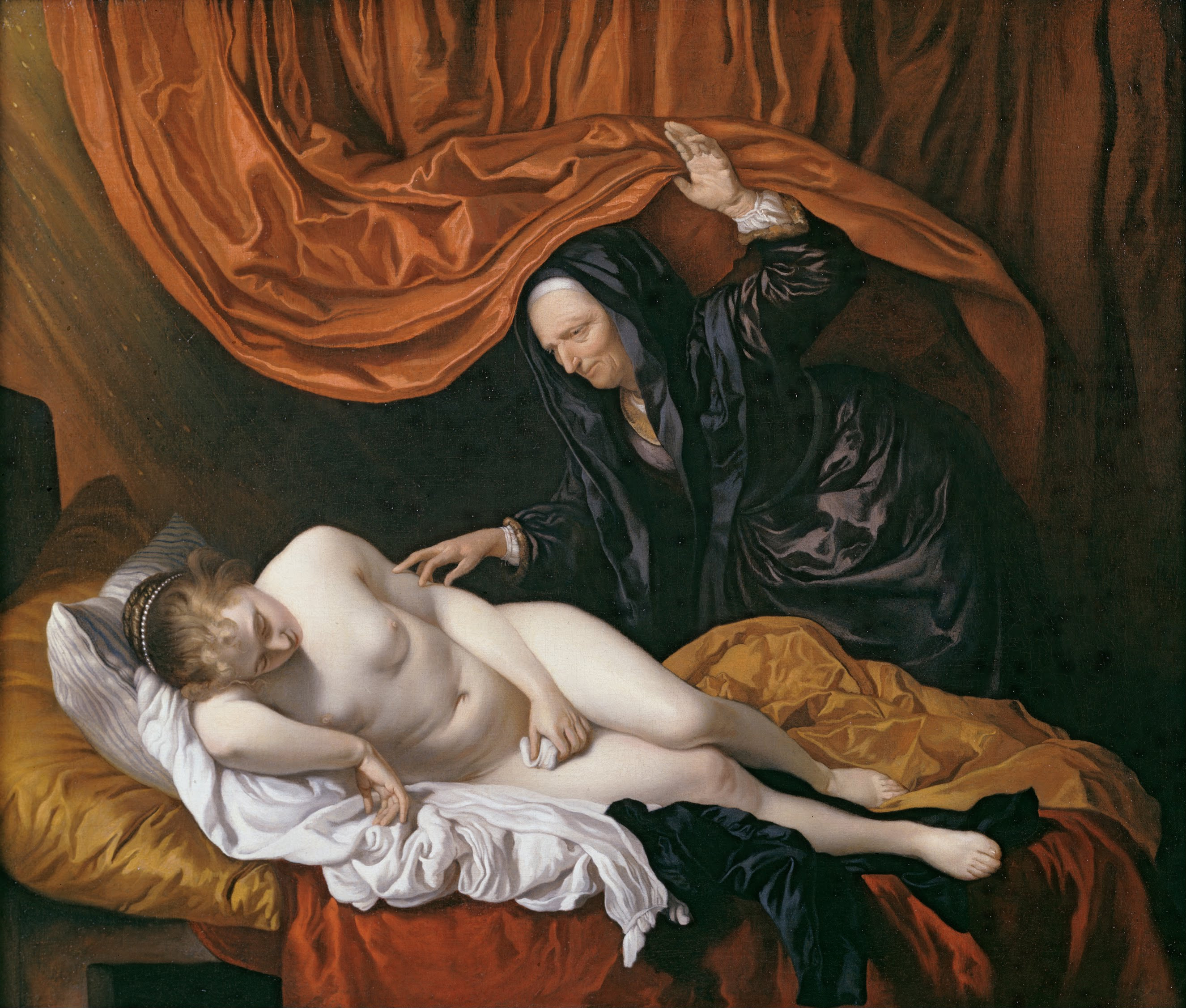
دانائه, after 1640.
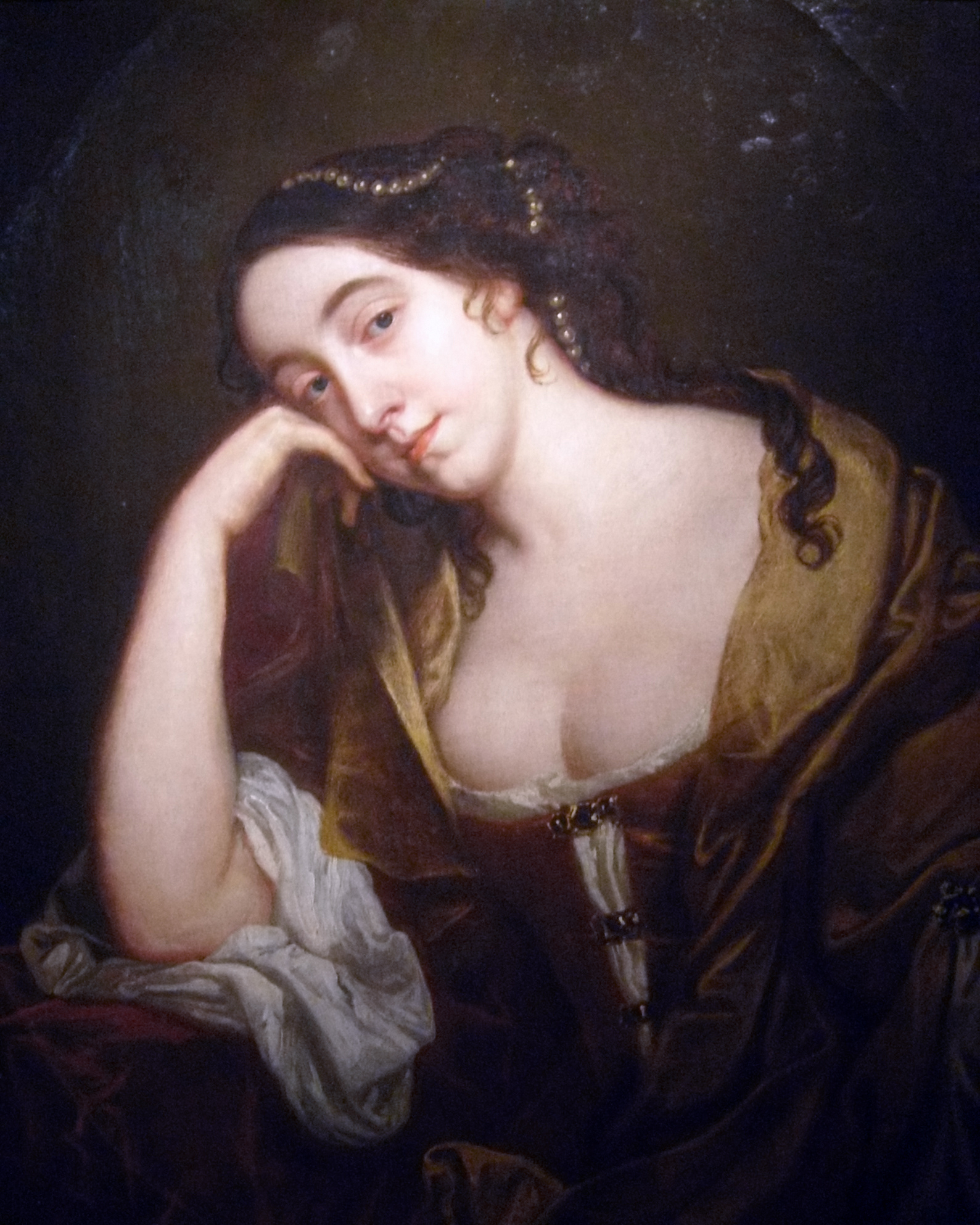
سودازدگی, after 1660.
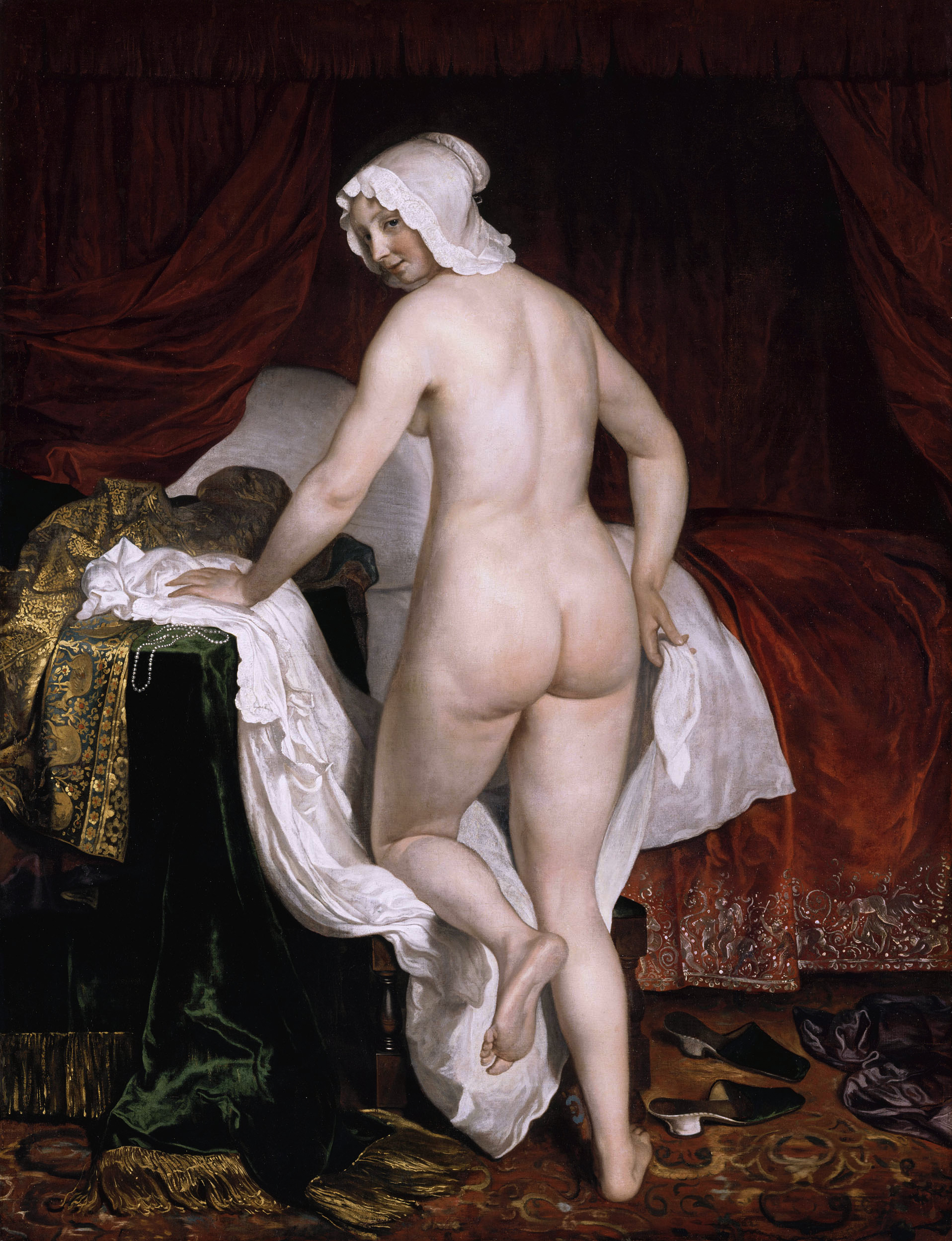
Young woman going to bed, c. 1650.
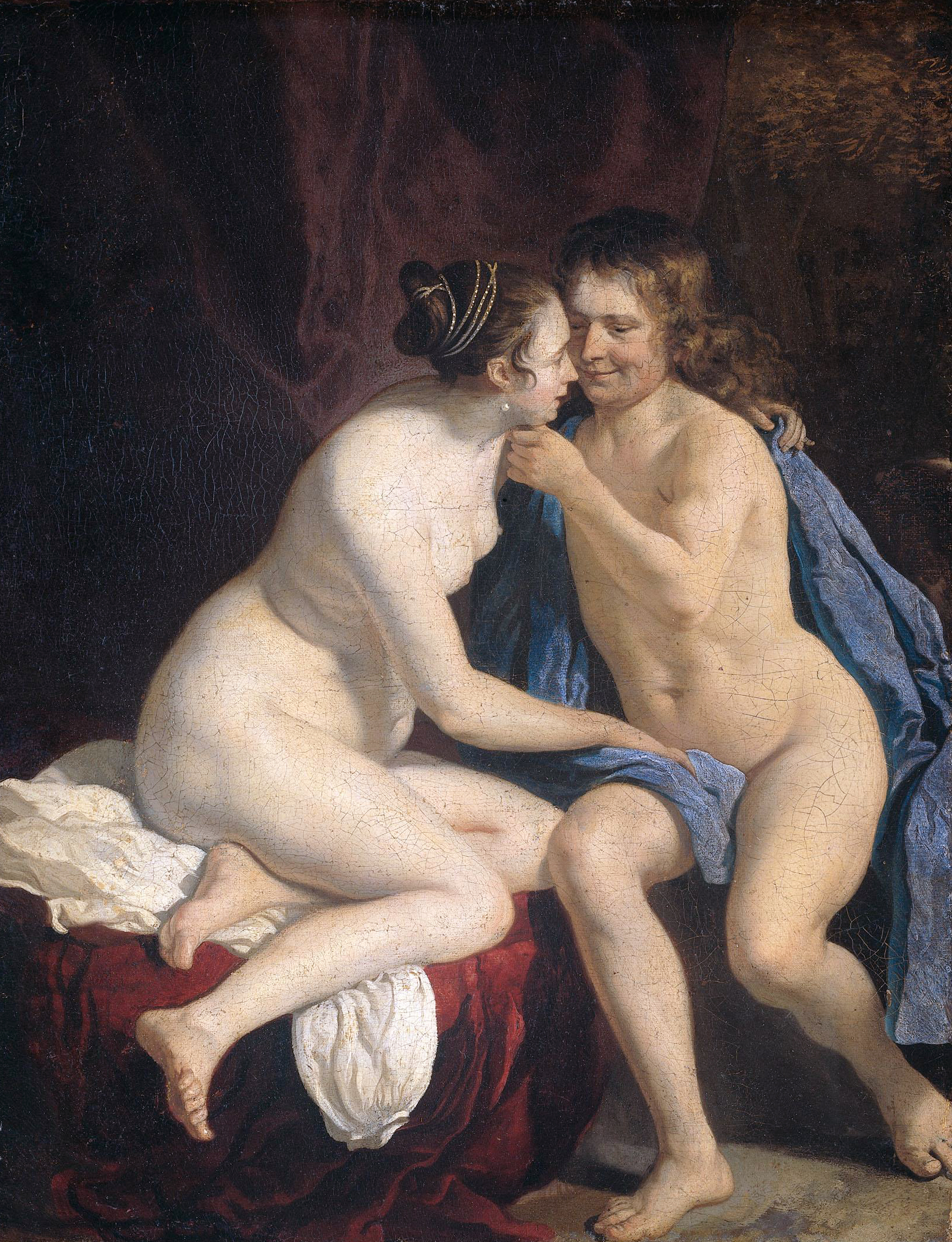
Male and Female nudes, 1650s.
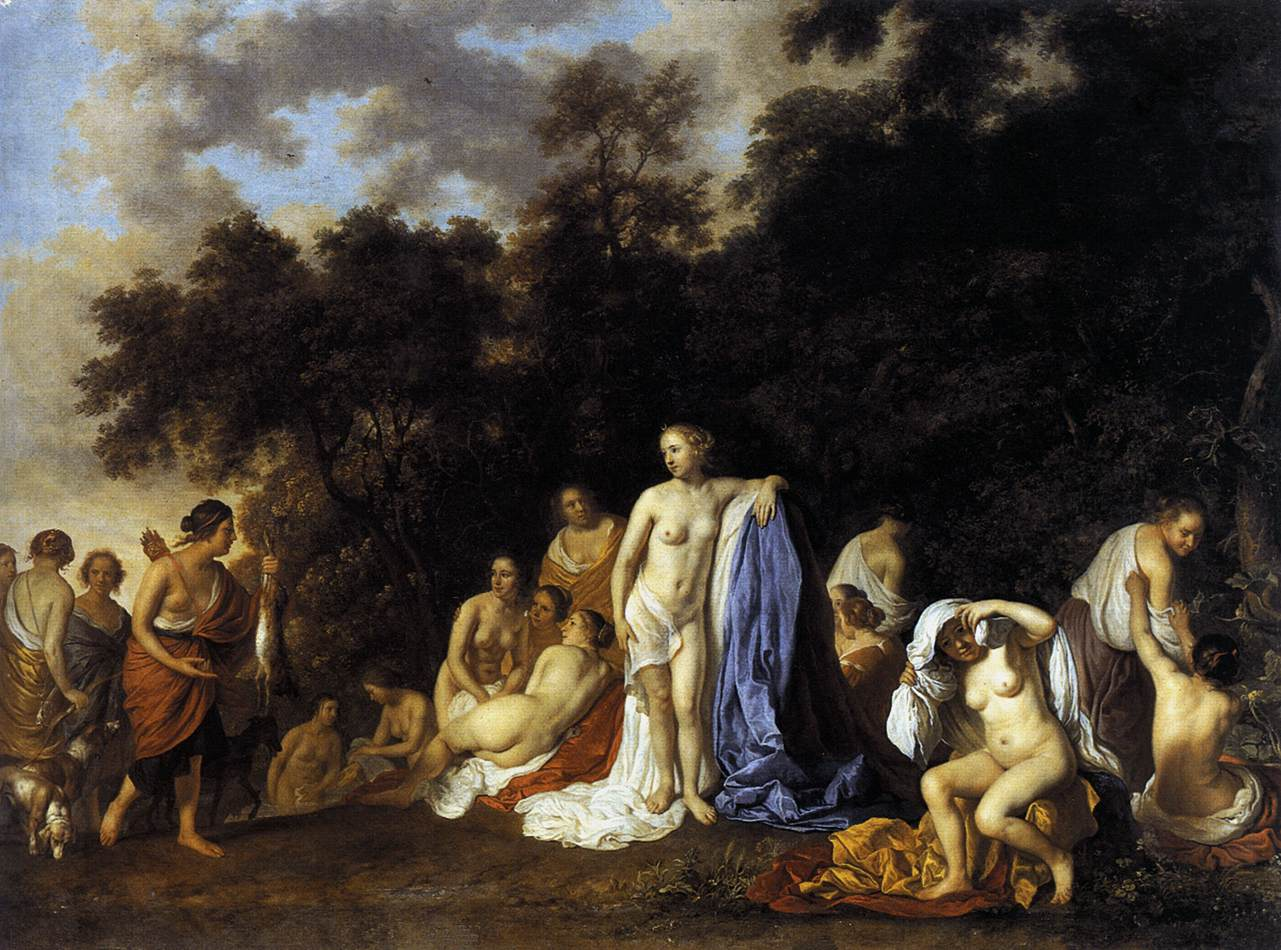
دیانا و نیمف, 1654.
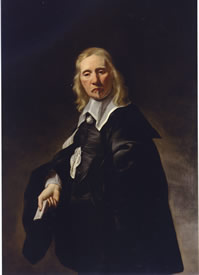
Portrait of a gentleman, 1668.
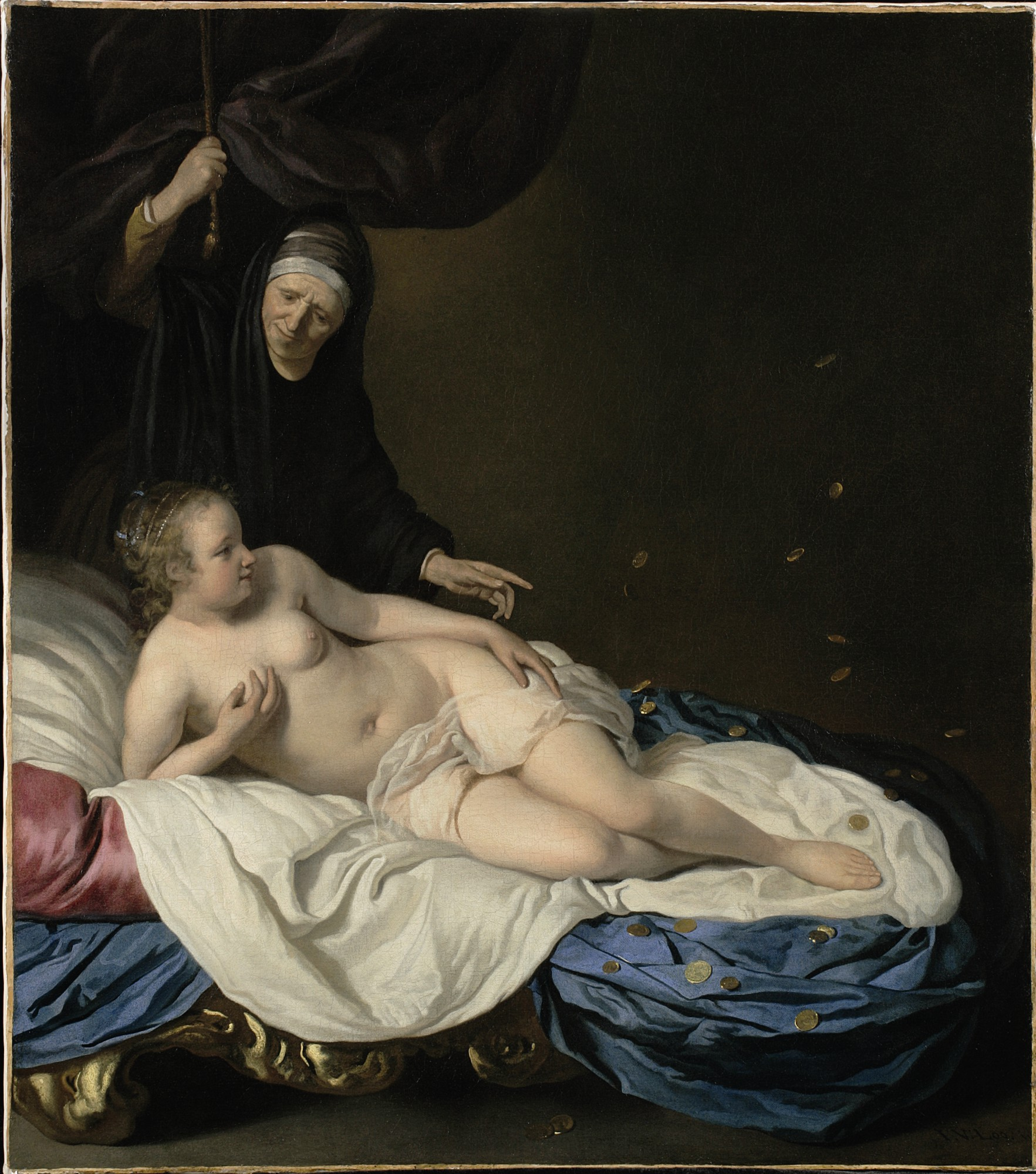
Danae, 1650.
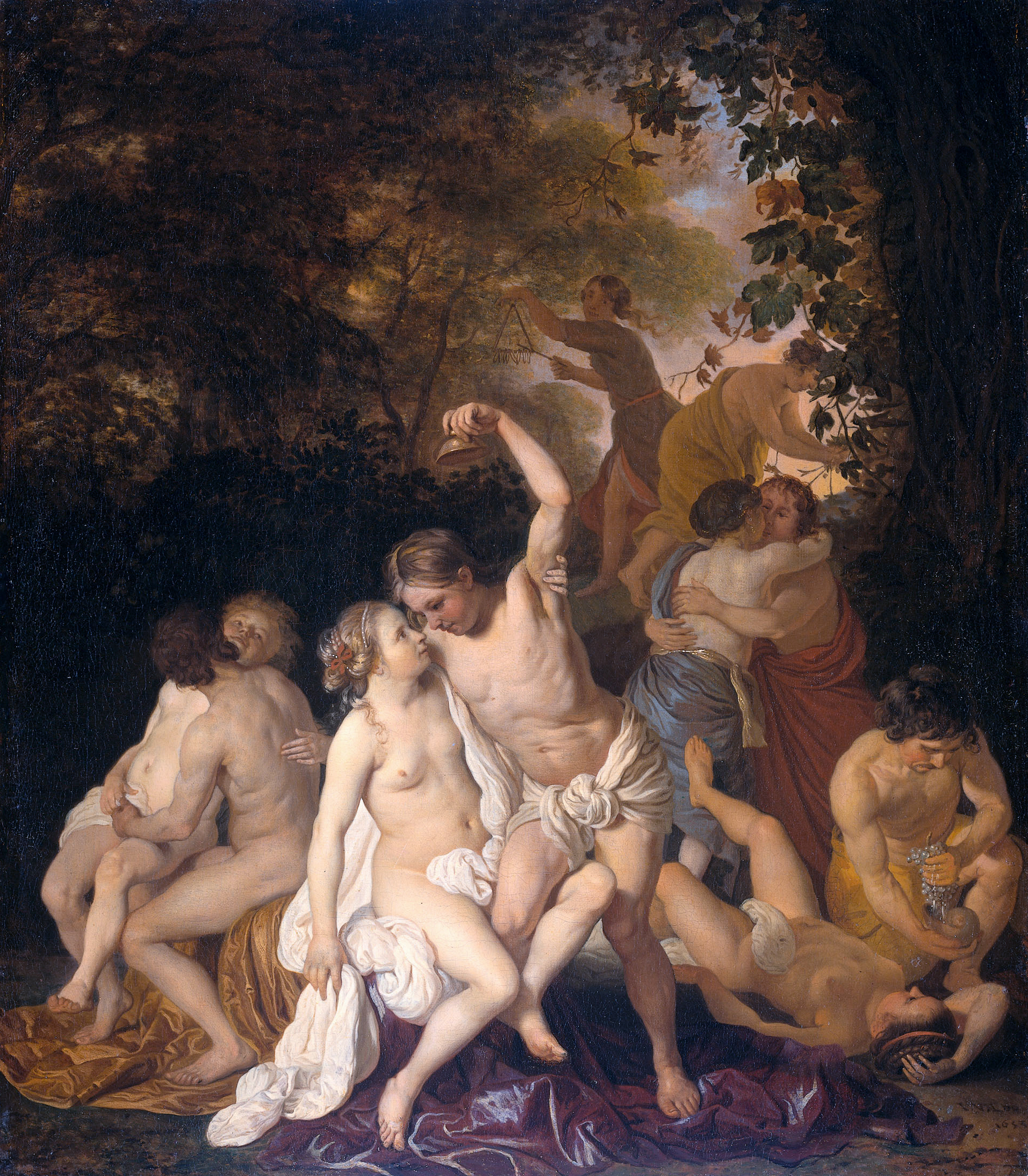
Bacchic Scene, 1653.
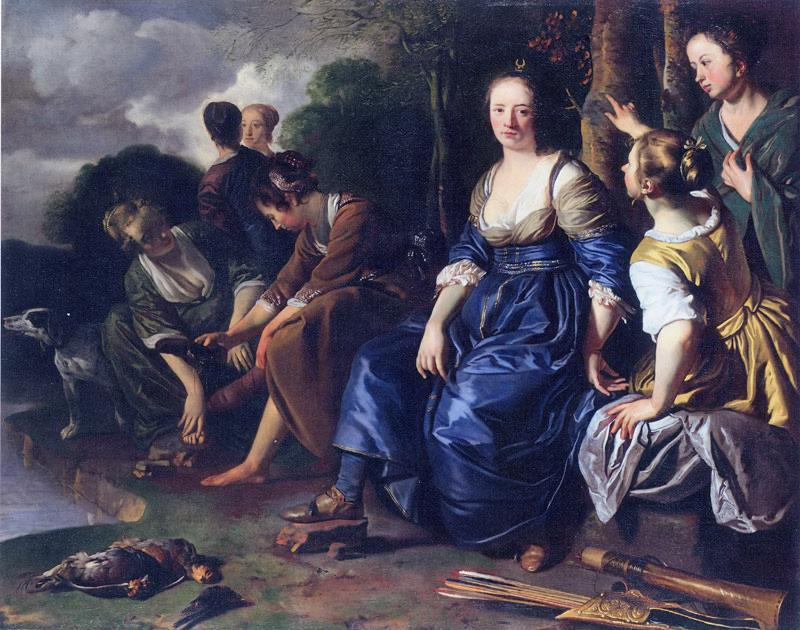
Diana and her nymphs, 1648.